# Saison 1991-1992 de l'Olympique de Marseille
Maillots
Chronologie
Saison précédente Saison suivante
La saison 1991-1992 de l'Olympique de Marseille est la quarante-quatrième de l'histoire du club en championnat de France de Division 1. Le club remporte le championnat mais cette saison est marquée par l'adieu de l'attaquant français Jean-Pierre Papin aux supporteurs lors d'un match au Vélodrome (qui sera d'ailleurs son dernier avec le club) contre l'AS Cannes qui comptait pour la 37e journée du championnat. Papin annonça son départ au micro avant le coup d'envoi.

## Résultats de la saison

### Matchs amicaux
L'OM est invité à la 26e édition du Trophée Joan Gamper se déroulant au Camp Nou.
| Date         | Tour        | Adversaire       | Lieu      | Résultat | Buteurs pour l'OM  |
| ------------ | ----------- | ---------------- | --------- | -------- | ------------------ |
| 20 août 1991 | Demi-finale | SC Internacional | Barcelone | 2 - 1    | Célio ??, Papin ?? |
| 21 août 2005 | Finale      | FC Barcelone     | Barcelone | 0 - 3    |                    |

### Division 1
L'Olympique de Marseille finit premier avec 58 points. Le club totalise 23 victoires, 12 nuls et 3 défaites, 67 buts pour et 21 contre. Jean-Pierre Papin est le meilleur buteur du club et du championnat pour la 5e année consécutive avec 27 buts.
| Date              | No. | Adversaire             | Lieu | Résultat | Buteurs pour l'OM                                              | Place | Affluence |
| ----------------- | --- | ---------------------- | ---- | -------- | -------------------------------------------------------------- | ----- | --------- |
| 20 juillet 1991   | J01 | Lille OSC              | Dom. | 1 - 0    | Papin (17e, s.p.)                                              | 6e    | 30 000    |
| 27 juillet 1991   | J02 | Olympique lyonnais     | Ext. | 1 - 1    | Papin (46e)                                                    | 4e    | 35 000    |
| 31 juillet 1991   | J03 | FC Metz                | Dom. | 2 - 0    | Sauzée (38e), Papin (78e, s.p.)                                | 3e    | 34 174    |
| 4 août 1991       | J04 | Stade rennais          | Ext. | 1 - 2    | Pelé (34e), Papin (65e)                                        | 2e    | 19 281    |
| 10 août 1991      | J05 | Paris SG               | Dom. | 0 - 0    | -                                                              | 3e    | 37 933    |
| 17 août 1991      | J06 | SM Caen                | Ext. | 1 - 3    | Papin (17e, 77e), Pelé (41e)                                   | 3e    | 10 707    |
| 24 août 1991      | J07 | Nîmes Olympique        | Dom. | 4 - 2    | Deschamps (4e), Pelé (29e, 85e), Papin (36e, s.p.)             | 2e    | 39 385    |
| 28 août 1991      | J08 | Sporting Toulon Var    | Ext. | 1 - 0    | -                                                              | 2e    | 15 452    |
| 7 septembre 1991  | J09 | Toulouse FC            | Dom. | 2 - 0    | Xuereb (44e), Steven (50e)                                     | 2e    | 29 003    |
| 14 septembre 1991 | J10 | FC Sochaux-Montbéliard | Ext. | 2 - 3    | Waddle (9e), Deschamps (69e), Pelé (71e)                       | 2e    | 14 962    |
| 21 septembre 1991 | J11 | RC Lens                | Dom. | 1 - 1    | Papin (65e)                                                    | 2e    | 26 359    |
| 27 septembre 1991 | J12 | AJ Auxerre             | Ext. | 1 - 1    | Papin (22e, s.p.)                                              | 2e    | 13 067    |
| 5 octobre 1991    | J13 | FC Nantes              | Dom. | 4 - 0    | Steven (13e), Xuereb (28e), Papin (37e, 89e)                   | 1er   | 25 206    |
| 29 janvier 1992   | J14 | AS Saint-Étienne       | Ext. | 1 - 1 •  | Papin (17e)                                                    | 1er   | 23 172    |
| 26 octobre 1991   | J15 | Le Havre AC            | Ext. | 0 - 2    | Boli (35e), Waddle (72e)                                       | 1er   | 18 484    |
| 2 novembre 1991   | J16 | AS Nancy-Lorraine      | Dom. | 4 - 0    | Waddle (8e), Papin (19e), Steven (33e), Pelé (84e)             | 1er   | 25 756    |
| 9 novembre 1991   | J17 | Montpellier HSC        | Ext. | 0 - 0    | -                                                              | 1er   | 18 878    |
| 16 novembre 1991  | J18 | AS Monaco              | Dom. | 1 - 1    | Pelé (84e)                                                     | 1er   | 26 015    |
| 23 novembre 1991  | J19 | AS Cannes              | Ext. | 1 - 2    | Waddle (12e), Papin (16e)                                      | 1er   | 10 223    |
| 30 novembre 1991  | J20 | Olympique lyonnais     | Dom. | 0 - 0    | -                                                              | 1er   | 23 295    |
| 7 décembre 1991   | J21 | FC Metz                | Ext. | 0 - 0    | -                                                              | 1er   | 28 766    |
| 14 décembre 1991  | J22 | Stade rennais          | Dom. | 5 - 1    | Papin (4e, 20e s.p., 37e), Sauzée (10e), Durand (44e)          | 1er   | 19 467    |
| 18 décembre 1991  | J23 | Paris SG               | Ext. | 0 - 0    | -                                                              | 1er   | 43 382    |
| 21 décembre 1991  | J24 | SM Caen                | Dom. | 5 - 0    | Angloma (6e), Boli (21e, 72e), Papin (61e, s.p.), Waddle (83e) | 1er   | 22 477    |
| 19 janvier 1992   | J25 | Nîmes Olympique        | Ext. | 1 - 2    | Papin (59e), Xuereb (82e)                                      | 1er   | 23 015    |
| 21 janvier 1992   | J26 | Sporting Toulon Var    | Dom. | 0 - 1    | -                                                              | 1er   | 24 768    |
| 2 février 1992    | J27 | Toulouse FC            | Ext. | 0 - 2    | Papin (57e), Deschamps (76e)                                   | 1er   | 27 349    |
| 6 février 1992    | J28 | FC Sochaux-Montbéliard | Dom. | 2 - 2    | Papin (6e, 79e s.p.)                                           | 1er   | 20 000    |
| 16 février 1992   | J29 | RC Lens                | Ext. | 2 - 1    | Boli (24e)                                                     | 1er   | 48 912    |
| 29 février 1992   | J30 | AJ Auxerre             | Dom. | 2 - 0    | Mahé (21e c.s.c), Pelé (38e)                                   | 1er   | 30 000    |
| 7 mars 1992       | J31 | FC Nantes              | Ext. | 0 - 1    | Papin (72e)                                                    | 1er   | 30 000    |
| 21 mars 1992      | J32 | AS Saint-Étienne       | Dom. | 2 - 0    | Papin (54e), Pelé (88e)                                        | 1er   | 35 000    |
| 28 mars 1992      | J33 | Le Havre AC            | Dom. | 2 - 0    | Waddle (7e), Papin (69e)                                       | 1er   | 25 000    |
| 4 avril 1992      | J34 | AS Nancy-Lorraine      | Ext. | 1 - 3    | Pelé (23e), Durand (42e), Angloma (46e)                        | 1er   | 17 152    |
| 11 avril 1992     | J35 | Montpellier HSC        | Dom. | 0 - 0    | -                                                              | 1er   | 30 000    |
| 18 avril 1992     | J36 | AS Monaco              | Ext. | 0 - 3    | Boli (44e), Papin (45e, s.p.), Pelé (90e)                      | 1er   | 18 000    |
| 25 avril 1992     | J37 | AS Cannes              | Dom. | 2 - 0    | Papin (70e), Deschamps (76e)                                   | 1er   | 48 000    |
| 2 mai 1992        | J38 | Lille OSC              | Ext. | 0 - 1    | Pelé (77e)                                                     | 1er   | 20 000    |

• Un match initial avait eu lieu le 19 octobre 1991 (victoire de St Étienne 1-0) mais avant le match, quand les joueurs marseillais sont descendus du bus pour rentrer dans le Stade Geoffroy-Guichard, Jean-Pierre Papin a reçu une canette sur la tête lancée par un supporteur de St Étienne et n'a pas pu disputer le match. La Fédération, à la suite de l'agression de Papin, a décidé de faire rejouer le match en janvier 1992

### Coupe de France
| Date            | Tour             | Adversaire            | Lieu | Résultat       | Buteurs pour l'OM                           | Affluence |
| --------------- | ---------------- | --------------------- | ---- | -------------- | ------------------------------------------- | --------- |
| 23 février 1992 | 32e de finale    | Girondins de Bordeaux | Dom. | 1 - 0          | Mozer (59e)                                 | 15 000    |
| 14 mars 1992    | 16e de finale    | FC Istres             | Ext. | 1 - 2          | Papin (26e, 55e)                            | 11 000    |
| 7 avril 1992    | 8e de finale     | Valenciennes FC       | Ext. | 0 - 2          | Papin (6e), Sauzée (83e)                    | 20 000    |
| 22 avril 1992   | quarts de finale | SM Caen               | Ext. | 1 - 3          | Sauzée (44e, s.p.), Papin (47e), Pelé (58e) | 11 568    |
| 5 mai 1992      | demi-finales     | SC Bastia             | Ext. | Match annulé * | -                                           | 18 000    |

- À la suite du Drame de Furiani, le match Bastia-Marseille n'a jamais été joué et la Fédération n'a attribué aucun vainqueur à cette coupe de France.

### Coupe des clubs champions européens
| Date              | Tour                       | Adversaire       | Lieu | Résultat | Buteurs pour l'OM                                          | Affluence |
| ----------------- | -------------------------- | ---------------- | ---- | -------- | ---------------------------------------------------------- | --------- |
| 18 septembre 1991 | seizièmes de finale aller  | Union Luxembourg | Ext. | 0 - 5    | Papin (11e, 31e, 85e, s.p.), Xuereb (15e), Sauzée (45e)    | 9 000     |
| 2 octobre 1991    | seizièmes de finale retour | Union Luxembourg | Dom. | 5 - 0    | Papin (15e, 46e), Angloma(56e), Eyraud (60e), Xuereb (75e) | 35 000    |
| 23 octobre 1991   | huitièmes de finale aller  | Sparta Prague    | Dom. | 3 - 2    | Waddle (34e), Papin (55e, 59e)                             | 13 816    |
| 6 novembre 1991   | huitièmes de finale retour | Sparta Prague    | Ext. | 2 - 1    | Pelé (86e)                                                 | 35 000    |

L'OM est éliminé aux buts marqués à l'extérieur (4-4 au score final sur l'ensemble des 2 matchs et 1-2 sur les buts marqués à l'extérieur)

## Effectif professionnel de la saison
| Numéro | Poste             | Nom                     | Naissance (âge)            | Nationalité | Sélection    | Statut        | Club précédent         |
| ------ | ----------------- | ----------------------- | -------------------------- | ----------- | ------------ | ------------- | ---------------------- |
| 1      | Gardien de but    | Pascal Olmeta           | 7 avril 1961 (30 ans)      | France      | -            | Professionnel | Matra Racing           |
| 12     | Gardien de but    | Alain Casanova          | 15 octobre 1961 (29 ans)   | France      | -            | Professionnel | Le Havre AC            |
| 3      | Arrière Gauche    | Éric Di Meco            | 7 septembre 1963 (27 ans)  | France      | France A     | Professionnel | FC Nancy               |
| 13     | Arrière Gauche    | Jean-Christophe Marquet | 27 avril 1974 (17 ans)     | France      | -            | Professionnel | Formé au club          |
| 2      | Arrière droit     | Manuel Amoros           | 1er février 1962 (29 ans)  | France      | France A     | Professionnel | AS Monaco              |
| 14     | Arrière droit     | Jocelyn Angloma         | 7 août 1965 (26 ans)       | France      | France A     | Professionnel | Paris SG               |
| 20     | Arrière droit     | Pascal Baills           | 30 décembre 1964 (26 ans)  | France      | -            | Professionnel | Montpellier HSC        |
| 4      | Défenseur central | Basile Boli             | 1er février 1967 (24 ans)  | France      | France A     | Professionnel | AJ Auxerre             |
| 7      | Défenseur central | Bernard Casoni          | 4 septembre 1961 (29 ans)  | France      | France A     | Professionnel | SC Toulon              |
| 5      | Défenseur central | Carlos Mozer            | 19 septembre 1960 (30 ans) | Brésil      | Brésil A     | Professionnel | Benfica Lisbonne       |
| 11     | Milieu défensif   | Didier Deschamps        | 15 octobre 1968 (22 ans)   | France      | France A     | Professionnel | FC Nantes              |
| 15     | Milieu défensif   | Franck Sauzée           | 28 octobre 1965 (25 ans)   | France      | France A     | Professionnel | AS Monaco              |
| 21     | Milieu défensif   | Jean-Philippe Durand    | 11 novembre 1960 (30 ans)  | France      | France A     | Professionnel | Girondins de Bordeaux  |
| 16     | Milieu défensif   | Patrice Eyraud          | 18 novembre 1967 (23 ans)  | France      | -            | Professionnel | Toulouse FC            |
| 8      | Milieu offensif   | Chris Waddle            | 14 décembre 1960 (30 ans)  | Angleterre  | Angleterre A | Professionnel | Tottenham Hotspur      |
| 6      | Milieu offensif   | Trevor Steven           | 21 septembre 1963 (27 ans) | Angleterre  | Angleterre A | Professionnel | Glasgow Rangers        |
| 10     | Milieu offensif   | Abedi Pelé              | 5 novembre 1962 (28 ans)   | Ghana       | Ghana A      | Professionnel | Lille OSC              |
| 9      | Attaquant         | Jean-Pierre Papin       | 5 novembre 1963 (27 ans)   | France      | France A     | Professionnel | FC Bruges              |
| 18     | Attaquant         | Daniel Xuereb           | 22 mai 1959 (32 ans)       | France      | -            | Professionnel | Montpellier HSC        |
| 17     | Attaquant         | Eric Lada               | 14 octobre 1965 (25 ans)   | France      | -            | Professionnel | FC Sochaux-Montbéliard |
| 19     | Attaquant         | Marc Libbra             | 5 août 1972 (19 ans)       | France      | -            | Professionnel | Formé au club          |